# Lijst van vlaggen van Mexicaanse gemeenten
Dit artikel bevat een lijst van vlaggen van Mexicaanse gemeenten, gesorteerd per staat. Vanwege het (potentieel) grote aantal, worden ze hier niet getoond. Dit lijst toont alleen vlaggen van plaatsen met meer dan 50.000 inwoners (stand 2020).

## Aguascalientes

Aguascalientes Vlag
Asientos
Calvillo
Jesús María
Rincón de Romos
San Francisco de los Romo

## Baja California

Ensenada
Mexicali
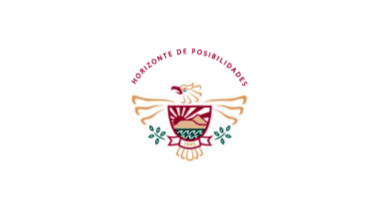
Playas de Rosarito
San Quintín
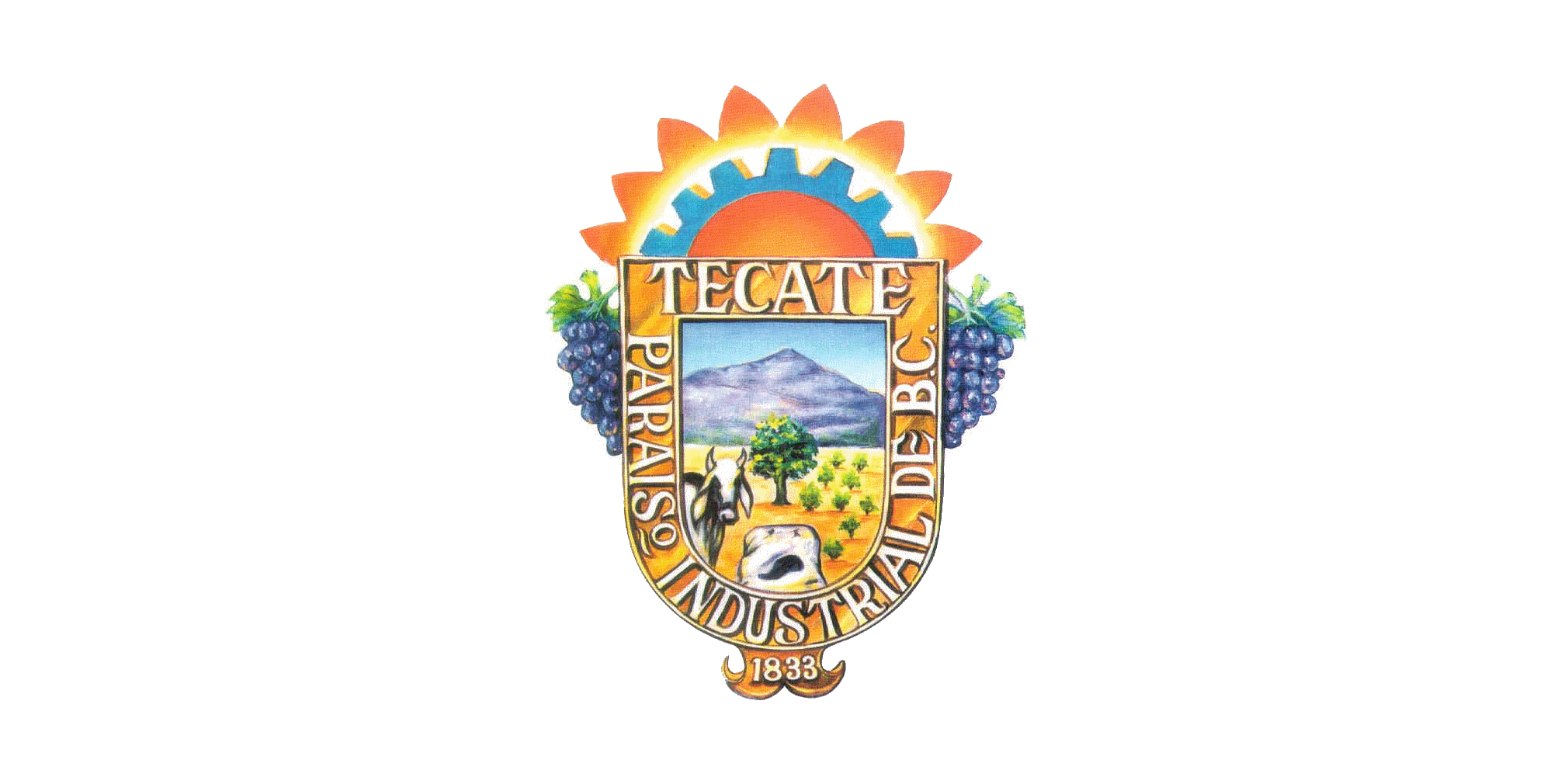
Tecate
Tijuana

## Baja California Sur

Comondú
La Paz
Los Cabos
Mulegé

## Campeche

Calkiní
Campeche Vlag
Carmen
Champotón
Escárcega

## Chiapas

Berriozábal
Cacahoatán
Chamula
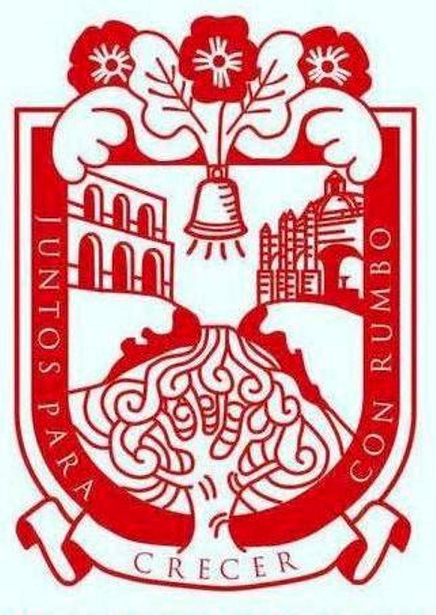
Chiapa de Corzo
Chilón
Cintalapa
Comitán de Domínguez
Frontera Comalapa
Huixtla
La Trinitaria
Las Margaritas
Motozintla
Ocosingo
Ocozocoautla de Espinosa
Oxchuc
Palenque
Pijijiapan
Salto de Agua
San Cristóbal de las Casas
Simojovel
Tapachula
Tila
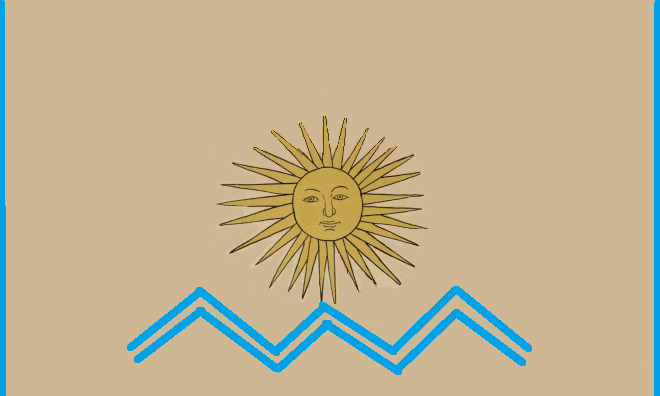
Tonalá
Tuxtla Gutiérrez
Venustiano Carranza
Villa Corzo
Villaflores

## Chihuahua

Chihuahua Vlag
Cuauhtémoc
Delicias
Guachochi
Guadalupe y Calvo
Hidalgo del Parral
Juárez
Nuevo Casas Grandes

## Coahuila de Zaragoza

Acuña
Francisco I. Madero
Frontera
Matamoros
Monclova
Múzquiz
Piedras Negras
Ramos Arizpe
Sabinas
Saltillo
San Pedro
Torreón

## Colima

Colima Vlag
Manzanillo
Tecomán
Villa de Álvarez

## Durango

Durango Vlag
Gómez Palacio
Lerdo
Pueblo Nuevo

## Guanajuato

Abasolo
Acámbaro
Apaseo el Alto
Apaseo el Grande
Celaya
Comonfort
Cortazar
Dolores Hidalgo, Cuna de la Independencia Nacional
Guanajuato Vlag
Irapuato Vlag
León Vlag
Pénjamo
Purísima del Rincón
Romita
Salamanca
Salvatierra
San Felipe
San Francisco del Rincón
San José Iturbide
San Luis de la Paz
San Miguel de Allende
Santa Cruz de Juventino Rosas
Silao
Uriangato
Valle de Santiago
Villagrán
Yuriria

## Guerrero

Acapulco
Atoyac de Álvarez
Ayutla de los Libres
Chilapa de Álvarez
Chilpancingo de los Bravo
Coyuca de Benítez
Eduardo Neri
Iguala de la Independencia
Ometepec
San Marcos
Taxco de Alarcón
Tecpán de Galeana
Teloloapan
Tlapa de Comonfort
Zihuatanejo de Azueta

## Hidalgo

Actopan
Atotonilco de Tula
Cuautepec de Hinojosa
Huejutla de Reyes
Ixmiquilpan
Mineral de la Reforma
Pachuca
Tepeapulco
Tepeji del Rio de Ocampo
Tezontepec de Aldama
Tizayuca
Tula de Allende
Tulancingo de Bravo
Zempoala

## Jalisco

Ameca
Arandas
Atotonilco El Alto Vlag
Autlán de Navarro Vlag
Chapala
El Salto
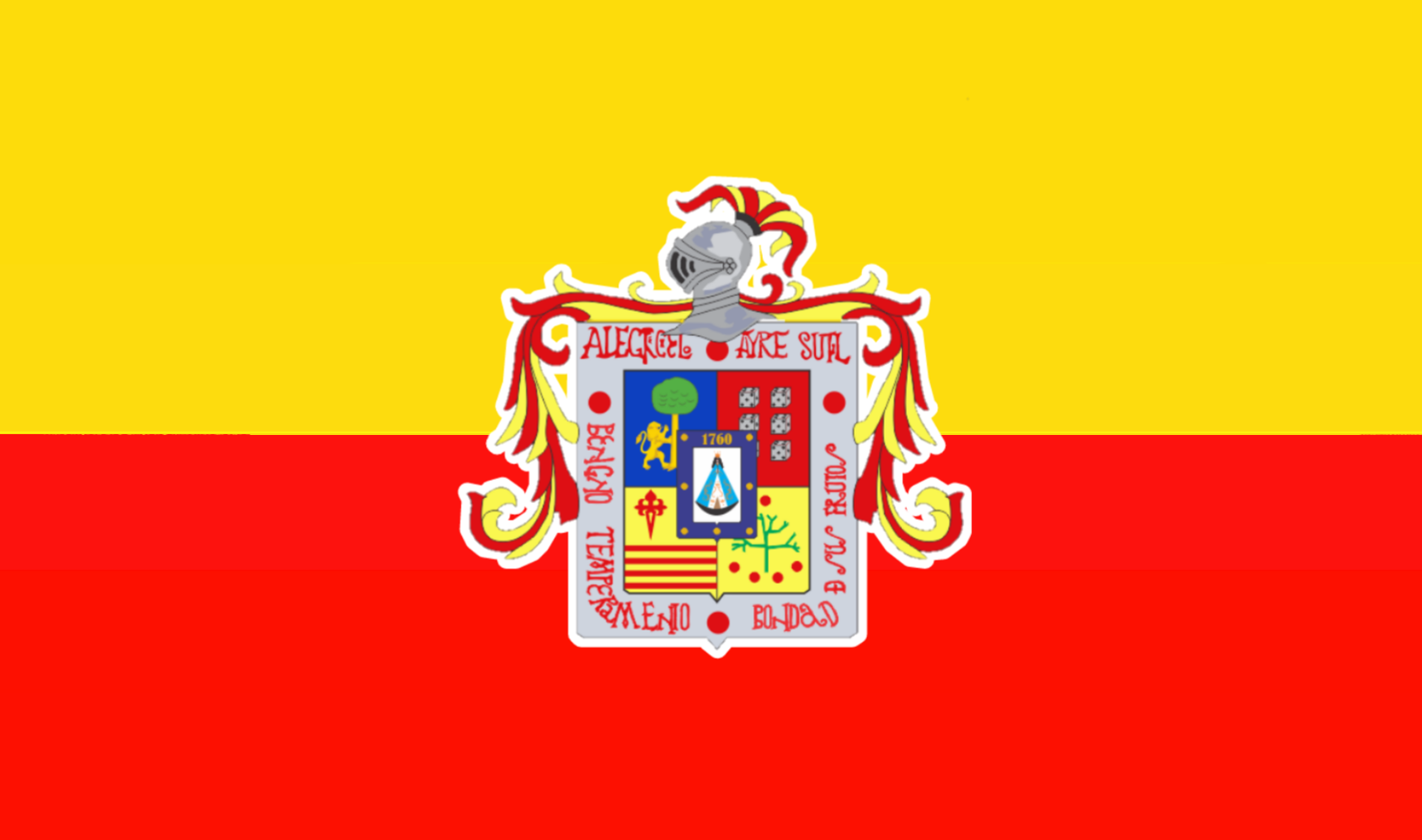
Encarnación de Diaz
Guadalajara Vlag
Ixtlahuacán de los Membrillos
La Barca
Lagos de Moreno
Ocotlán
Poncitlán
Puerto Vallarta
San Juan de los Lagos
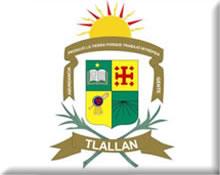
Tala
Tepatitlán de Morelos
Tlajomulco de Zúñiga
Tlaquepaque Vlag
Tonalá Vlag
Zapopan Vlag
Zapotlán El Grande
Zapotlanejo

## Mexico

Acambay
Acolman
Almoloya de Juárez
Amecameca
Atenco
Atizapán de Zaragoza
Atlacomulco
Calimaya
Chalco
Chicoloapan
Chimalhuacán
Coacalco de Berriozábal
Cuautitlán
Cuautitlán Izcalli
Ecatepec de Morelos
Huehuetoca
Huixquilucan
Ixtapaluca
Ixtlahuaca
Jilotepec
Jiquipilco
Jocotitlán
La Paz
Lerma
Melchor Ocampo
Metepec
Naucalpan
Nextlalpan
Nezahualcóyotl
Nicolás Romero
Ocoyoacac
Otzolotepec
San Felipe del Progreso
San José del Rincón
San Mateo Atenco
Tecamac
Tejupilco
Temascalcingo
Temoaya
Tenancingo
Tenango del Valle
Teoloyucan
Teotihuacan
Tepotzotlán
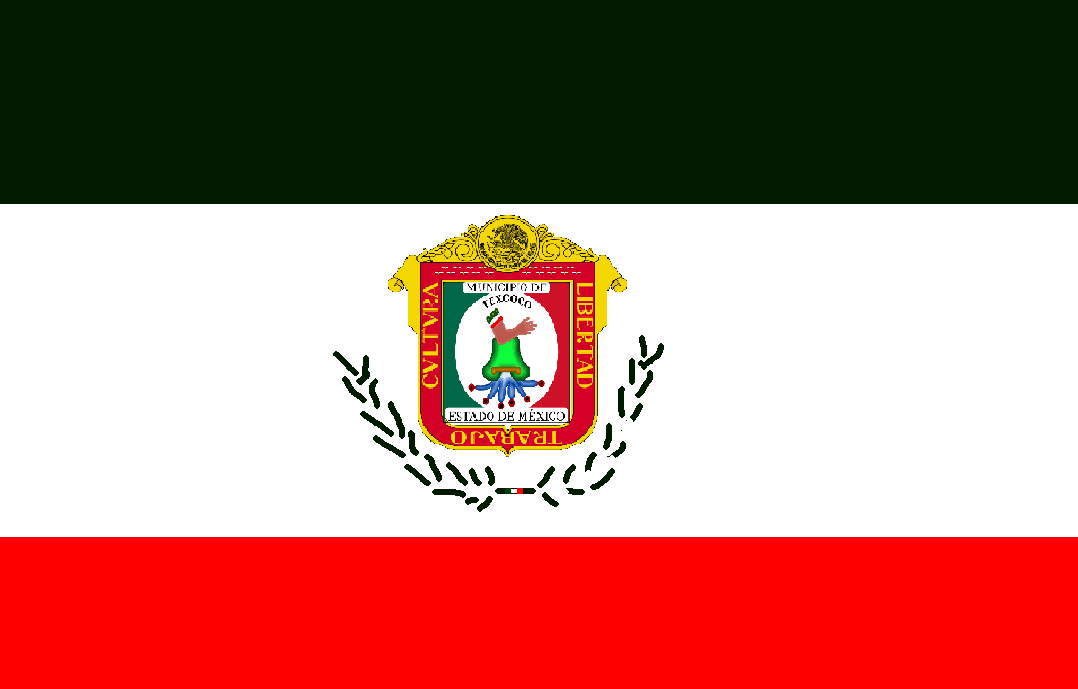
Texcoco
Tianguistenco
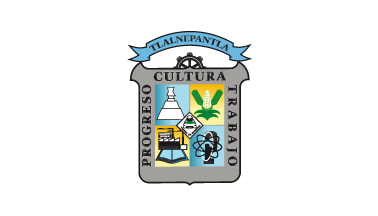
Tlalnepantla de Baz
Toluca Vlag
Tultepec
Tultitlán
Valle de Bravo
Valle de Chalco Solidaridad
Villa de Allende
Villa del Carbón
Villa Guerrero
Villa Victoria
Xonacatlán
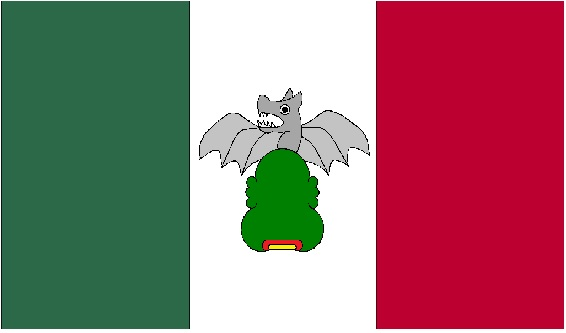
Zinacantepec
Zumpango

## Michoacán de Ocampo

Apatzingán
Hidalgo
Jacona
La Piedad
Lázaro Cárdenas
Los Reyes
Maravatío
Morelia Vlag
Pátzcuaro
Puruándiro
Sahuayo
Tacámbaro
Tarímbaro
Uruapan
Zacapu
Zamora
Zitácuaro

## Morelos

Ayala
Cuautla
Cuernavaca
Emiliano Zapata
Jiutepec
Jojutla
Temixco
Tepoztlán
Tlaltizapán
Xochitepec
Yautepec
Yecapixtla

## Nayarit

Bahía de Banderas
Compostela
Santiago Ixcuintla
Tepic
Xalisco

## Nuevo León

Apodaca
Cadereyta Jiménez
Ciénega de Flores
El Carmen
García
General Escobedo
General Zuazua
Guadalupe
Juárez
Linares
Montemorelos
Monterrey Vlag
Pesquería
Salinas Victoria
San Nicolás de los Garza
San Pedro Garza García
Santa Catarina

## Oaxaca

Heroica Ciudad de Huajuapan de León
Juchitán de Zaragoza
Miahuatlán de Porfirio Díaz
Oaxaca de Juárez
San Juan Bautista Tuxtepec
Santa Cruz Xoxocotlán
Santa Lucía del Camino
Salina Cruz
Santa María Huatulco
Santiago Pinotepa Nacional
Santo Domingo Tehuantepec
Villa de Tututepec de Melchor Ocampo

## Puebla

Acajete
Acatzingo
Ajalpan
Amozoc
Atlixco
Chignahuapan
Cuautlancingo
Huauchinango
Huejotzingo
Izúcar de Matamoros
Palmar de Bravo
Puebla Vlag
Quecholac
San Andrés Cholula
San Martín Texmelucan
San Pedro Cholula
Tecamachalco
Tehuacán
Tepeaca
Teziutlán
Tlacotepec de Benito Juárez
Tlatlauquitepec
Xicotepec
Zacapoaxtla
Zacatlán

## Querétaro

Amealco de Bonfil
Cadereyta de Montes
Colón
Corregidora
El Marqués
Pedro Escobedo
Querétaro Vlag
San Juan del Río
Tequisquiapan

## Quintana Roo

Benito Juárez Vlag
Cozumel
Felipe Carrillo Puerto
Othón P. Blanco
Solidaridad

## San Luis Potosí

Ciudad Valles
Matehuala
Mexquitic de Carmona
Rioverde
San Luis Potosí Vlag
Soledad de Graciano Sánchez
Tamazunchale
Villa de Reyes

## Sinaloa

Ahome
Culiacán
El Fuerte
El Rosario
Elota
Escuinapa
Guasave
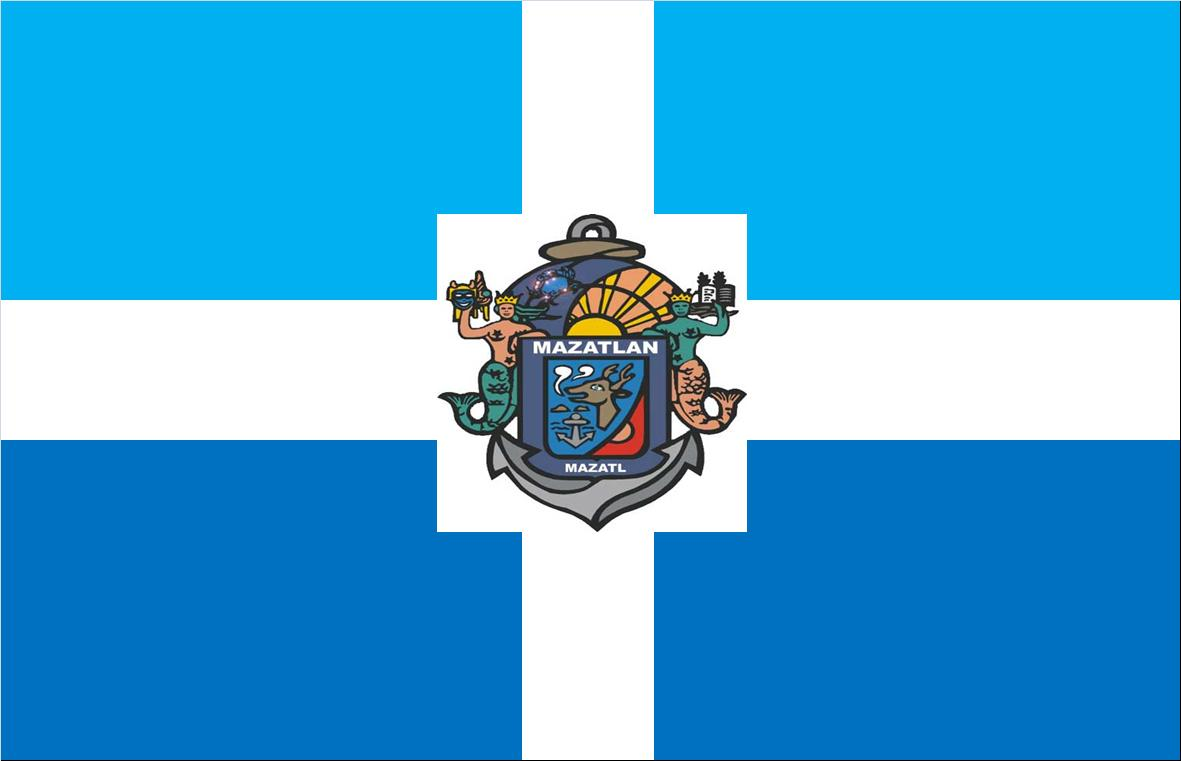
Mazatlán
Navolato
Salvador Alvarado
Sinaloa Vlag

## Sonora

Agua Prieta
Caborca
Cajeme
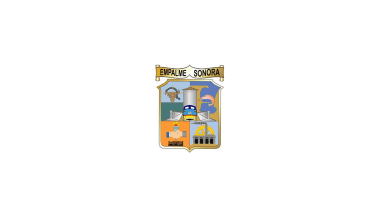
Empalme
Etchojoa
Guaymas
Hermosillo
Huatabampo
Navojoa
Nogales
Puerto Peñasco
San Luis Río Colorado

## Tabasco

Balancán
Cárdenas
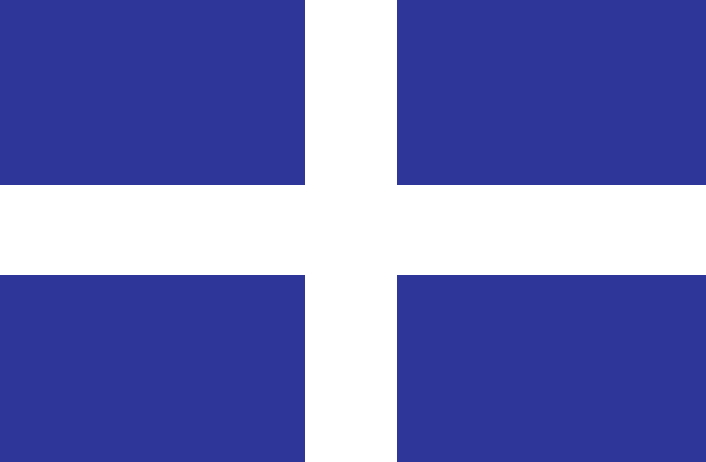
Centla
Centro
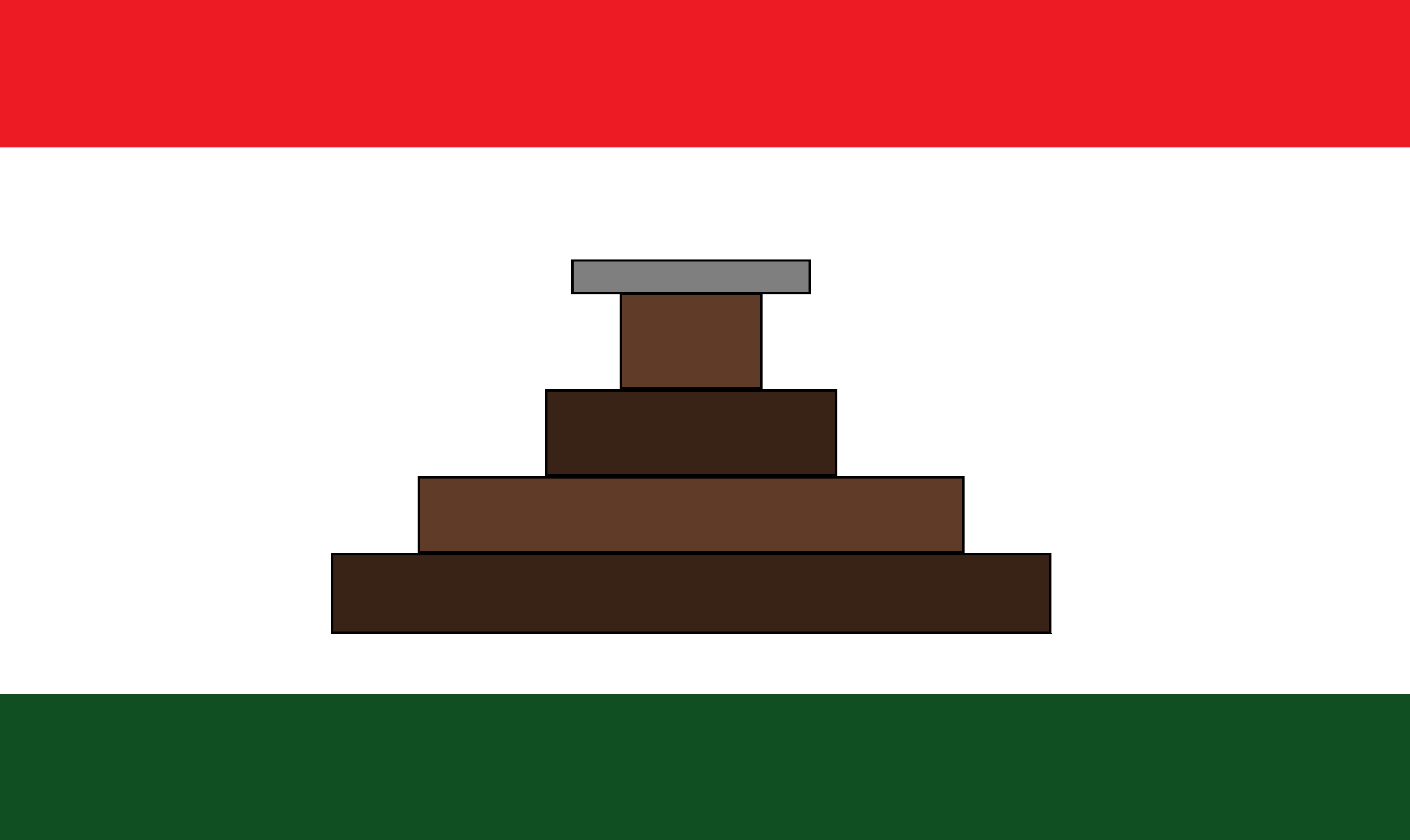
Comalcalco
Cunduacán
Huimanguillo
Jalpa de Méndez
Macuspana
Nacajuca
Paraíso
Teapa
Tenosique

## Tamaulipas

Altamira
Ciudad Madero
El Mante
Matamoros
Nuevo Laredo
Reynosa
Río Bravo
San Fernando
Tampico
Valle Hermoso
Victoria

## Tlaxcala

Apizaco
Calpulalpan
Chiautempan
Huamantla
San Pablo del Monte
Tlaxcala Vlag

## Veracruz de Ignacio de la Llave

Acayucan
Álamo Temapache
Altotonga
Alvarado
Boca del Río
Chicontepec de Tejeda
Coatepec
Coatzacoalcos
Coatzintla
Córdoba
Cosamaloapan de Carpio
Coscomatepec
Cosoleacaque
Emiliano Zapata
Fortín
Huatusco
Ixhuatlán de Madero
Ixtaczoquitlán
Las Choapas
Martínez de la Torre
Medellín de Bravo
Minatitlán
Misantla
Orizaba
Pánuco
Papantla
Perote
Poza Rica de Hidalgo
Pueblo Viejo
San Andrés Tuxtla
Santiago Tuxtla
Tlapacoyan
Tantoyuca
Tezonapa
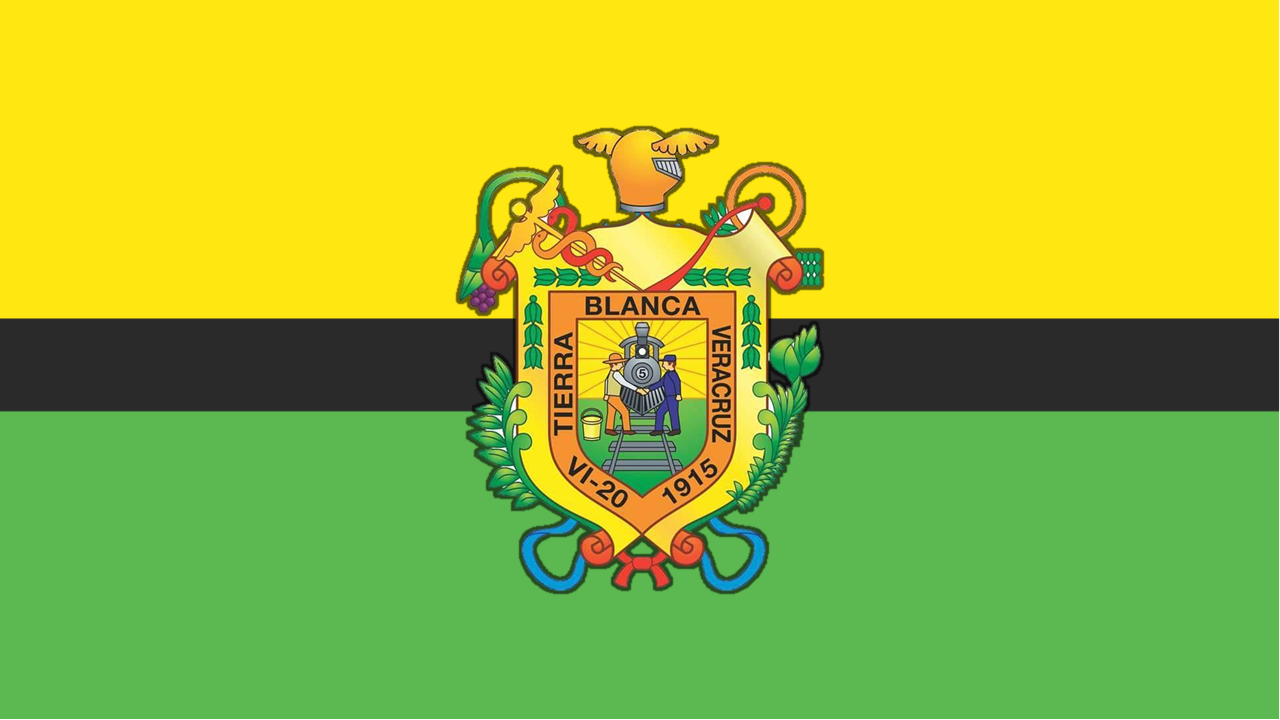
Tierra Blanca
Tihuatlán
Túxpam
Veracruz
Xalapa

## Yucatán

Kanasín
Mérida
Progreso
Tizimín
Umán
Valladolid

## Zacatecas

Fresnillo
Guadalupe
Jerez de García Salinas
Loreto
Pinos
Río Grande
Sombrerete
Zacatecas Vlag

## Mexico-Stad

Mexico-Stad Vlag

Andorra · Armenië · België · Bosnië en Herzegovina · Brazilië · Bulgarije · Canada · Chili · Colombia · Costa Rica · Denemarken · Duitsland · El Salvador · Estland · Frankrijk · Georgië · IJsland · Indonesië · Italië · Kaapverdië · Kosovo · Kroatië · Letland · Liechtenstein · Litouwen · Luxemburg · Malta · Mexico · Montenegro · Nederland · Noord-Macedonië · Noorwegen · Oekraïne · Oostenrijk · Oost-Timor · Polen · Portugal · Roemenië · Rusland · San Marino · Servië · Slovenië · Slowakije · Spanje · Tsjechië · Venezuela · Verenigd Koninkrijk · Verenigde Staten · Wit-Rusland · Zimbabwe · Zwitserland
Historisch: België · Nederland
Zie ook: Vlaggenlijsten (per land) · Vlaggen van afhankelijke gebieden · Vlaggen van subnationale entiteiten (per land) · Lijst van vlaggen van hoofdsteden